# Berberis jujuyensis
Berberis jujuyensis är en berberisväxtart som beskrevs av Job. Berberis jujuyensis ingår i släktet berberisar, och familjen berberisväxter. Inga underarter finns listade i Catalogue of Life.